# Curitiba Rugby Clube
Il Curitiba Rugby Clube è una società di rugby a 15 di Curitiba.
Partecipa al Super 10

## Palmarès
- Campionato brasiliano di rugby: 2

2014 e 2016
- Campionato paranaense di rugby: 9

(2006, 2007, 2008, 2009, 2011, 2012, 2013, 2014, 2015)